# Thymus spathulifolius
Thymus spathulifolius — вид рослин родини глухокропивові (Lamiaceae), ендемік Туреччини.

## Опис
Thymus spathulifolius — карликовий чагарник заввишки до 10 см, це рідкісний та ендемічний вид у Внутрішній Анатолії росте дико в степу на гіпсових полях.

## Поширення
Ендемік Туреччини.